# Starksia atlantica
Starksia atlantica is een straalvinnige vissensoort uit de familie van slijmvissen (Labrisomidae). De wetenschappelijke naam van de soort is voor het eerst geldig gepubliceerd in 1934 door Longley.